# إل. س. مكينلي
إل. س. مكينلي (بالإنجليزية: L. G. McKinley)‏ هو عازف قيثارة وموسيقي أمريكي، ولد في 22 أكتوبر 1918 في مسيسيبي في الولايات المتحدة، وتوفي في 19 يناير 1970 في شيكاغو في الولايات المتحدة.

## روابط خارجية
- إل. س. مكينلي على موقع أول ميوزيك (الإنجليزية)